# كود دعيس (تبن)

تعديل مصدري - تعديل

كود دعيس هي إحدى قرى عزلة الحوطة بمديرية تبن التابعة لمحافظة لحج، بلغ تعداد سكانها 673 نسمة حسب تعداد اليمن لعام 2004.